# Vaghuhas
Vaghuhas (in armeno Վաղուհաս?, in azero Qozlu) è una comunità rurale del distretto di Kəlbəcər, in Azerbaigian, fino al 2024 appartenente alla regione di Martakert nella repubblica di Artsakh (fino al 2017 denominata repubblica del Nagorno Karabakh).
Il paese, che nel 2005 contava poco più di seicento abitanti, si trova sulle colline della sponda destra sopra la vallata del fiume Tartar a pochi chilometri dal bacino idrico di Sarsang.
Nei pressi sorge il Monastero di Khatravank.